# Lipniak (powiat szczycieński)
Lipniak (niem. Lipniak, w latach 1938–1945 Lindenheim) – kolonia w Polsce, położona w województwie warmińsko-mazurskim, w powiecie szczycieńskim, w gminie Rozogi.
W latach 1975–1998 miejscowość należała administracyjnie do województwa ostrołęckiego.